# Bruno Zuculini
Pour les articles homonymes, voir Zuculini.
Bruno Zuculini, né le 2 avril 1993 à Belén de Escobar dans le Grand Buenos Aires, est un footballeur argentin. Il évolue actuellement au poste de milieu de terrain au Racing Club.

## Carrière en club

### Racing Club
Né à Belén de Escobar, Bruno Zuculini est formé à l'académie du Racing Club. Il fait ses débuts professionnels le 13 février 2010 à l'âge de 16 ans lors d'une défaite 1 à 0 face à Gimnasia y Esgrima La Plata, en première division argentine. Il apparaît ensuite lors de six matchs durant la saison 2010-2011, et joue douze matchs la saison suivante.
Il marque son premier but face au Deportiva Atlético de Rafaela lors d'une défaite à l'extérieur 4 à 2.
Après les départs de Giovanni Moreno et Lucas Nahuel Destro, Zuculini apparaît de façon régulière dans le onze de départ du club d'Avellaneda, et marque cinq buts en 32 matchs joués durant l'exercice 2012-2013. Le 27 septembre 2013, il signe un nouveau contrat le liant avec le club jusqu'en 2016.

### Manchester City
En février 2014, il signe un contrat d'une durée de cinq ans en faveur de Manchester City, mais ne rejoint le champion d'Angleterre 2014 qu'à partir de la saison 2014-2015. Le transfert est évalué à environ 3 millions de livres sterling. Lors d'un match amical face à Kansas City, il marque le premier but de son équipe d'une reprise de volée depuis l'extérieur de la surface. Il fait ses débuts en compétition officielle le 10 août 2014 face à Arsenal lors du Community Shield.

#### Prêt à Valence et à Córdoba (2014-2015)
Le 19 août 2014, Zuculini est prêté au Valence CF pour toute la durée de la saison 2014-2015. Il fait ses débuts officiels le 29 août, rentrant en jeu à la mi-temps face à Málaga. En manque de temps de jeu, Zuculini met un terme à son contrat avec le club espagnol le 30 janvier 2015, retournant ainsi à Manchester City.
Le 31 janvier, il est prêté à un autre club de Liga, au Córdoba CF, pour le reste de la saison 2014-2015. L'équipe termine le championnat à la dernière place et est reléguée, alors que le journal espagnol Marca place Zuculini dans son pire onze de l'année, ayant joué seulement 9 matchs sur l'ensemble de la saison.

#### Prêt à Middlesbrough
Le 26 octobre 2015, il est prêté à Middlesbrough.

## Vie privée
Le frère ainé de Bruno, Franco Zuculini, est aussi un joueur de football professionnel évoluant au milieu de terrain. Ils ont joué ensemble pour le Racing Club en 2011.

## Statistiques
| Saison                | Club                    | Championnat           | Championnat | Championnat | Coupe(s) nationale(s) | Coupe(s) nationale(s) | Supercoupe | Supercoupe | Compétition(s) continentale(s) | Compétition(s) continentale(s) | Compétition(s) continentale(s) | Total | Total |
| Saison                | Club                    | Division              | M.          | B.          | M.                    | B.                    | M.         | B.         | Comp.                          | M.                             | B.                             | M.    | B.    |
| 2009-2010             | Racing Club             | Primera División      | 7           | 0           | 0                     | 0                     | -          | -          | -                              | -                              | -                              | 7     | 0     |
| 2010-2011             | Racing Club             | Primera División      | 12          | 0           | 0                     | 0                     | -          | -          | -                              | -                              | -                              | 12    | 0     |
| 2011-2012             | Racing Club             | Primera División      | 15          | 1           | 4                     | 0                     | -          | -          | -                              | -                              | -                              | 19    | 1     |
| 2012-2013             | Racing Club             | Primera División      | 32          | 5           | 0                     | 0                     | -          | -          | CS                             | 2                              | 0                              | 34    | 5     |
| 2013-2014             | Racing Club             | Primera División      | 26          | 4           | 0                     | 0                     | -          | -          | CS                             | 2                              | 0                              | 28    | 4     |
| Sous-total            | Sous-total              | Sous-total            | 92          | 10          | 4                     | 0                     | -          | -          | -                              | 4                              | 0                              | 100   | 10    |
| 2014-2015             | Manchester City         | Premier League        | 0           | 0           | 0                     | 0                     | 1          | 0          | -                              | -                              | -                              | 1     | 0     |
| 2014-2015             | Valence CF (prêt)       | Liga BBVA             | 1           | 0           | 0                     | 0                     | -          | -          | -                              | -                              | -                              | 1     | 0     |
| 2014-2015             | Córdoba CF (prêt)       | Liga BBVA             | 8           | 0           | 0                     | 0                     | -          | -          | -                              | -                              | -                              | 8     | 0     |
| 2015-2016             | Middlesbrough FC (prêt) | Championship          | 3           | 0           | 1                     | 0                     | -          | -          | -                              | -                              | -                              | 4     | 0     |
| Sous-total            | Sous-total              | Sous-total            | 12          | 0           | 1                     | 0                     | 1          | 0          | -                              | 0                              | 0                              | 14    | 0     |
| Total sur la carrière | Total sur la carrière   | Total sur la carrière | 104         | 10          | 5                     | 0                     | 1          | 0          | -                              | 4                              | 0                              | 114   | 10    |